# Дурлабхараджа I
Дурлабхараджа I (гінді दुर्लभराज प्रथम; д/н — 809) — нріпа Сакамбхарі бл. 784—809 роках. З його панування починається період залежності від Гуджара-Пратіхарів.

## Життєпис
Походив з династії Чаухан. Син нріпи Чандрараджи I. Посів трон близько 784 року після смерті свого стрийка Віґрахараджи I. Невдовзі за цим зазнав поразки й вимушений був визнати зверхність Ватсараджи, магараджахіраджи держави Гуджара-Пратіхарів. У другій половині 780-х років відзначився під час військової кампанії останнього проти Дгармапали, магараджахіраджи імперії Пала. Ймовірно за умовами мирної угоди видав свою доньку Махатадеві за сина Дгармапали — Девапалу.
Можливо 793 року після поразки Ватсараджи від Дхруви Раштракута спробував відновити незалежність, але повернення переможця до своїх володінь, дозволило Ватсараджи швидко приборкати Дурлабхараджу I. Він зберіг вірність наступному володареві Гуджара-Пратіхарів — Нагабхаті II.
Помер близько 809 року. Йому спадкував син Говіндараджа I.